# 184th Intelligence Wing
Il 184th Intelligence Wing è uno Stormo di informazioni della Kansas Air National Guard. Riporta direttamente all'Air Combat Command quando attivato per il servizio federale. 
Il suo quartier generale è situato presso la McConnell Air Force Base, Kansas.

## Organizzazione
Attualmente, al settembre 2017, esso controlla:
- 184th Intelligence Group
  - 184th Intelligence Support Squadron
  -  161st Intelligence Squadron
- 184th Mission Support Group
  - 184th Civil Engineer Squadron
  - 184th Force Support Squadron
  - 184th Comptroller Flight
  - 184th Logistics Readiness Squadron
  - 184th Security Forces Squadron
- 184th Medical Group
- 184th Regional Support Group
  - 127th Command and Control Squadron
  - Smoky Hill Air National Guard Range
  - 177th Information Aggressor Squadron